# Lista över insjöar i Stockholms kommun
Detta är en lista över sjöar i Stockholms kommun baserad på sjöns utloppskoordinat. Om någon sjö saknas, kontrollera grannkommunens lista eller kategorin Insjöar i Stockholms kommun.

## Lista
| Namn         | Koordinat                                     | Sjöid         | VYID          | Yta (km²) | Strandlinje (km) | Höjd (m) | Maxdjup (m) | Volym (m³) | HARO  | Natura 2000  |
| ------------ | --------------------------------------------- | ------------- | ------------- | --------- | ---------------- | -------- | ----------- | ---------- | ----- | ------------ |
| Flaten       | 59°15′00″N 18°09′14″Ö / 59.25013°N 18.15377°Ö | 657143-163427 | 657226-163399 | 0,588     | 4,62             | 22       | 13,1        | 5 500 000  | 62000 |              |
| Husarviken   | 59°21′39″N 18°05′45″Ö / 59.36071°N 18.09597°Ö | 658446-163027 |               |           |                  |          |             |            | 60061 |              |
| Judarn       | 59°20′14″N 17°54′50″Ö / 59.33729°N 17.91388°Ö | 658149-161983 | 658151-162000 | 0,0622    | 1,12             | 9,3      | 3,6         | 150 000    | 61000 | Judarskogen  |
| Kyrksjön     | 59°20′59″N 17°54′57″Ö / 59.34965°N 17.91588°Ö | 658281-162024 | 658289-162007 | 0,0564    | 0,89             | 11       | 2,5         | 76 000     | 61000 | Kyrksjölöten |
| Laduviken    | 59°21′39″N 18°04′33″Ö / 59.36079°N 18.07593°Ö | 658441-162934 | 658443-162913 | 0,0467    | 1,02             | 1        | 3,2         | 117 000    | 60061 |              |
| Lillsjön     | 59°20′29″N 17°57′26″Ö / 59.34126°N 17.95720°Ö | 658205-162264 | 658203-162245 | 0,0765    | 1,04             | 0        | 2,5         | 230 000    | 61000 |              |
| Magelungen   | 59°13′57″N 18°05′30″Ö / 59.23256°N 18.09158°Ö | 657041-163174 | 657018-163051 | 2,12      | 16,8             | 21       | 13,4        | 12 300 000 | 62000 |              |
| Råckstaträsk | 59°21′09″N 17°52′29″Ö / 59.35247°N 17.87473°Ö | 658296-161766 | 658313-161772 | 0,0368    | 0,93             | 12,6     | 2,3         | 47 000     | 61000 |              |
| Sicklasjön   | 59°18′05″N 18°07′35″Ö / 59.30136°N 18.12640°Ö | 657800-163124 | 657791-163223 | 0,134     | 2,58             | 6,1      | 5,6         | 420 000    | 61062 |              |
| Trekanten    | 59°18′43″N 18°00′54″Ö / 59.31182°N 18.01505°Ö | 657902-162594 | 657886-162585 | 0,111     | 1,49             | 1        | 6,6         | 500 000    | 61000 |              |
| Lappkärret   | 59°22′10″N 18°04′08″Ö / 59.36945°N 18.06894°Ö | 658538-162870 |               |           |                  |          |             |            | 60061 |              |